# フォロクル
フォロクル（Follocle）は、エリトリア・セメナウィ・ケイバハリ地方南部の村でゲレーロ地区に属する。ブリ半島北部に存在する。北緯15度26分0秒、東経39度55分0秒。標高28m。